# Strabomantis cornutus
Strabomantis cornutus — вид земноводних з роду Strabomantis родини Strabomantidae.

## Опис
Загальна довжина досягає 4—5 см. Голова доволі широка. Морда доволі витягнута. На повіках є невеликі нарости. Очі середнього розміру з округлими зіницями. Тулуб кремезний. шкіру вкрито численними горбиками. Забарвлення спини коричневого кольору, на хребті більш темного відтінку. Черево має сіруватий або бежевий колір.

## Спосіб життя
Полюбляє тропічні ліси у гірській місцині. Зустрічається на висоті до 1150—1800 м над рівнем моря. Активна вночі. Живиться дрібними безхребетними, на яких полює у лісовій підстилці. Тут же вона ховається у день.
Самиця відкладає яйця у листя. Як в інших представників роду відбувається прямий розвиток. Щодо особливостей парування та розмноження цього виду інформації ще не достатньо.

## Розповсюдження
Мешкає у Колумбії та Еквадорі.